# Synagoge (Niederemmel)
Die Synagoge in Niederemmel wurde 1930 in der Straße Am Römerbrunnen 4 errichtet. Bei den Novemberpogromen 1938 wurde die Synagoge verwüstet. 1945 wurde das Gebäude nach Abschluss des Restitutionsverfahren an einen Privatmann verkauft, der die Synagoge zu einem noch heute genutzten Wohnhaus umbaute.

## Synagoge
Ein Betraum bestand in Niederemmel bereits seit 1829. Dieser wurde von den jüdischen Einwohner von Niederemmel und Müstert genutzt, die eine gemeinsame jüdische Gemeinde bildeten. Aufgrund der in der Mitte des 19. Jahrhunderts gestiegenen Zahl der jüdischen Gemeindemitglieder wurde 1855 in Müstert in der Karthäuserstraße 23 eine Synagoge errichtet. 1930 beschloss der Vorstand der jüdischen Gemeinde die Synagoge in Müstert zu verkaufen und eine neue Synagoge in Niederemmel in der Straße Am Römerbrunnen 4 zu errichten. Zu diesem Zweck wurde ein bestehendes Gebäude gekauft und zur Synagoge umgebaut. Die Kosten für den Umbau und die Sanierungsmaßnahmen beliefen sich auf 8000 RM. Am 10. Oktober 1930 erfolgte die feierliche Einweihung der Synagoge unter Anteilnahme des Bürgermeisters und der örtlichen Bevölkerung. Die Ritualien wurden in einer Prozession von der alten in die neue Synagoge überführt. Die Synagoge verfügte im Erdgeschoss, in dem der Betsaal untergebracht war, über drei Rundbogenfenster. Bei den Novemberpogromen 1938 wurde die Synagoge verwüstet. 1945 wurde das Gebäude, nach Abschluss des Restitutionsverfahren, an einen Privatmann verkauft, der die Synagoge zu einem noch heute genutzten Wohnhaus umbaute.

## Jüdische Gemeinde Niederemmel
Erste Juden lebten bereits im 17. Jahrhundert auf dem Gebiet von Niederemmel. Die jüdischen Einwohner von Niederemmel und Müstert bildeten gemeinsam die Synagogengemeinde Müstert-Emmel. Bis ca. zur Mitte des 19. Jahrhunderts stellen die jüdischen Einwohner von Müstert den größten Mitgliederanteil an der jüdischen Gemeinde. Ab diesem Zeitpunkt ging die Zahl der jüdischen Einwohner in Müstert zurück. 1895 wurde die höchste Zahl an Gemeindemitgliedern erreicht. Da 1890 keine Juden mehr in Müstert lebten, wurden dann die jüdischen Gemeinden von Niederemmel und Neumagen zu einer jüdischen Gemeinde zusammengeschlossen. 1909 gab es, da die Zahl der in Niederemmel lebenden Juden die Zahl der jüdischen Gemeindemitglieder in Neumagen überstieg, Bestrebungen in Niederemmel eine eigenständige Kultusgemeinde zu etablieren. Der entsprechende Antrag wurde allerdings von den Behörden abgelehnt. Ab diesem Zeitpunkt nannte sich die Gemeinde Synagogengemeinde Neumagen-Niederemmel. Es kann vermutet werden, dass die Gemeinde über eine Mikwe und einen Schulraum verfügte. Über einen eigenen Friedhof verfügte die Gemeinde nicht. Die Verstorbenen wurden auf dem jüdischen Friedhof Neumagen beigesetzt. Ab 1933, nach der Machtergreifung Adolf Hitlers, wurden die jüdischen Einwohner immer mehr entrechtet. Zudem kam es immer wieder zu antijüdischen Aktionen, die in den Novemberpogromen 1938 ihren Höhepunkt fanden. Dies hatte zur Folge, dass weitere jüdische Familien Niederemmel verließen. Die letzten Einwohner jüdischen Glaubens wurden 1942 deportiert.

### Entwicklung der jüdischen Einwohnerzahl
| Jahr | Juden | Jüdische Familien | Bemerkung                     |
| ---- | ----- | ----------------- | ----------------------------- |
| 1808 | 20    |                   | Niederemmel 8 und Müstert 12  |
| 1843 | 61    |                   | Niederemmel 19 und Müstert 42 |
| 1858 | 58    |                   |                               |
| 1868 | 57    |                   |                               |
| 1895 | 73    |                   | 6 Prozent der Bevölkerung     |
| 1933 |       | 27                |                               |
| 1935 | 55    |                   |                               |

Quelle: alemannia-judaica.de; jüdische-gemeinden.de

## Opfer des Holocaust
Im Gedenkbuch – Opfer der Verfolgung der Juden unter der nationalsozialistischen Gewaltherrschaft 1933–1945 und in der Zentralen Datenbank der Namen der Holocaustopfer von Yad Vashem werden folgende Mitglieder der jüdischen Gemeinschaft Niederemmel (die dort geboren wurden oder zeitweise lebten)  aufgeführt, die während der Zeit des Nationalsozialismus ermordet wurden:
| Name   | Vorname | Todeszeitpunkt    | Alter     | Ort des Todes                      | Bemerkung | Quellen |
| ------ | ------- | ----------------- | --------- | ---------------------------------- | --- | --- |
| Herz   | Jacob   | unbekannt         | unbekannt | Vernichtungslager Treblinka        | Deportation am 15. Juli 1942 ab Hamburg nach Ghetto Theresienstadt (Transport VI/1 / Deportationsnummer im Transport 334). Deportation am 21. September 1942 von Ghetto Theresienstadt nach Vernichtungslager Treblinka (Transport VI/1 / Deportationsnummer im Transport 1335).                        | Yad Vashem (Datenbank, Datensatz Nr. 4831567, 11520414) / Gedenkbuch für die Opfer der NS-Judenverfolgung in Deutschland    |
| Kahn   | Johanna | 14. Oktober 1942  | 76 Jahre  | Ghetto Theresienstadt              | Deportation am 25. September 1942 ab Köln nach Ghetto Theresienstadt. | Yad Vashem (Datenbank, Datensatz Nr. 11534879) / Gedenkbuch für die Opfer der NS-Judenverfolgung in Deutschland             |
| Leib   | Alwine  | 13. August 1942   | 71 Jahre  | Ghetto Theresienstadt              | Deportation am 27. Juli 1942 ab Trier-Köln nach Ghetto Theresienstadt (Transport III/2, Zug Da 76 / Deportationsnummer im Transport 535). | Yad Vashem (Datenbank, Datensatz Nr. 4848261 und 11572138) / Gedenkbuch für die Opfer der NS-Judenverfolgung in Deutschland |
| Leib   | Amalie  | Dezember 1942     | 70 Jahre  | Ghetto Theresienstadt              | Deportation am 27. Juli 1942 ab Trier-Köln nach Ghetto Theresienstadt (Transport III/2, Zug Da 76 / Deportationsnummer im Transport 225). | Yad Vashem (Datenbank, Datensatz Nr. 4848172 und 11572139) / Gedenkbuch für die Opfer der NS-Judenverfolgung in Deutschland |
| Leib   | Leopold | unbekannt         | unbekannt | Vernichtungslager Treblinka        | Deportation am 27. Juli 1942 ab Trier-Köln nach Ghetto Theresienstadt (Transport III/2, Zug Da 76. Deportationsnummer im Transport 227). Deportation am 19. September 1942 von Ghetto Theresienstadt nach Vernichtungslager Treblinka (Transport Bo, Zug Da 83 / Deportationsnummer im Transport 1701). | Yad Vashem (Datenbank, Datensatz Nr. 4865228 und 11572161) / Gedenkbuch für die Opfer der NS-Judenverfolgung in Deutschland |
| Leib   | Raphael | unbekannt         | unbekannt | Lager Jungfernhof                  | Deportation am 6. Dezember 1941 ab Hamburg nach Lager Jungfernhof. | Yad Vashem (Datenbank, Datensatz Nr. 11572169) / Gedenkbuch für die Opfer der NS-Judenverfolgung in Deutschland             |
| Leib   | Rosa    | unbekannt         | unbekannt | Konzentrationslager Auschwitz      | Deportation am 27. Juli 1942 ab Trier-Köln nach Ghetto Theresienstadt (Transport III/2, Zug Da 76. Deportationsnummer im Transport 536). Deportation am 15. Mai 1944 von Ghetto Theresienstadt nach Konzentrationslager Auschwitz (Transport Transport Dz / Deportationsnummer im Transport 826).       | Yad Vashem (Datenbank, Datensatz Nr. 4864450 und 11572171) / Gedenkbuch für die Opfer der NS-Judenverfolgung in Deutschland |
| Leib   | Salomon | unbekannt         | unbekannt | Ghetto Litzmannstadt               | Deportation am 16. Oktober 1941 ab Luxemburg nach Ghetto Litzmannstadt. | Yad Vashem (Datenbank, Datensatz Nr. 1792064 und 11572172) / Gedenkbuch für die Opfer der NS-Judenverfolgung in Deutschland |
| Levy   | Regina  | 3. März 1943      | 62 Jahre  | Konzentrationslager Auschwitz      | Deportation am 1. März 1943 ab Luxemburg nach Konzentrationslager Auschwitz. | Yad Vashem (Datenbank, Datensatz Nr. 11575625) / Gedenkbuch für die Opfer der NS-Judenverfolgung in Deutschland             |
| Mendel | David   | 27. November 1938 | 71 Jahre  | Saarbrücken                        | Vom 15. November 1938 bis 20. November 1938 inhaftiert im Konzentrationslager Dachau | Yad Vashem (Datenbank, Datensatz Nr. 11592265) / Gedenkbuch für die Opfer der NS-Judenverfolgung in Deutschland             |
| Oster  | Elise   | unbekannt         | unbekannt | Ghetto Izbica                      | Deportation am 22. März 1942 ab Koblenz nach Ghetto Izbica. | Yad Vashem (Datenbank, Datensatz Nr. 11604003) / Gedenkbuch für die Opfer der NS-Judenverfolgung in Deutschland             |
| Oster  | Meta    | unbekannt         | unbekannt | Ghetto Izbica                      | Deportation am 22. März 1942 ab Koblenz nach Ghetto Izbica. | Yad Vashem (Datenbank, Datensatz Nr. 11604039) / Gedenkbuch für die Opfer der NS-Judenverfolgung in Deutschland             |
| Spira  | Ilse    | unbekannt         | unbekannt | Dünen- und Waldgebiet Kalevi-Liiva | Deportation am 24. oder 26. September 1942. | Yad Vashem (Datenbank, Datensatz Nr. 11638354 und 1744280) / Gedenkbuch für die Opfer der NS-Judenverfolgung in Deutschland |
| 1.     |         |                   |           |                                    | | |